# Tipula (Microtipula) bigracilis
Tipula (Microtipula) bigracilis is een tweevleugelige uit de familie langpootmuggen (Tipulidae). De soort komt voor in het Neotropisch gebied.